# 野島智司
野島 智司（のじま さとし、1979年3月18日 - ）は、ネイチャーライターとしてさまざまな執筆活動を行うほか、ものづくりや自然と遊びのプロジェクト「マイマイ計画」などの活動でも知られる日本の作家。東京都田無市（現・西東京市）出身、福岡県糸島市在住。

## 経歴
1979年生まれ、東京都田無市（現・西東京市）出身。
離乳食からずっと玄米食であったという。幼少期は親が幼稚園には行かせない主義であったことから、昼間は1人で遊ぶことが多かった。2人の兄とは当初は仲良く遊んでいたが、その後は兄たちが帰ってくると智司は大喜びで飛び込んでいき、ひとかたまりになり喧嘩していたという。
小学校入学時のころには、2人の兄が学校には行っていなかった。家にいる方が楽しかったことから、智司も小学1年生の時に学校に行かなくなり、19歳で大学進学までの間、学校に足を踏み入れることはなかったという。
学校を中退する決断は色々な意味で「たいへんな道」だったといい、両親にはめちゃくちゃ怒られていた。野島家は兄弟3人共、育った環境のせいなのか、元々DNDに備わった部分なのかはわからないが、少しアグレッシブな人生を歩いてきたという。母は学校に行かない智司ら兄弟を積極的に色々な場所に連れて行ったといい、美術館にもずいぶん連れて行ってもらっていた。
幼少期より大分県竹田市荻町の山中に暮らし、学校に通わずホームラーニングによって成育。漫画家を夢見つつ、「家で山で田畑で、ひたすら遊んで育った」という。
大検合格後、東京農業大学入学、同大学農学部卒。北海道大学大学院地球環境科学研究科修士課程修了。同大学院教育学研究科修士課程修了。九州大学大学院人間環境学府博士後期課程中途退学。

## 活動
自然と人間の関わりについて、動物生態学、環境教育学、環境心理学など多分野からの学際的なアプローチで実践的研究を行う。北大大学院では、社会教育学を学びながら子どもの遊びに関する研究と実践に携わるようになる。2008年に九大大学院を退学した後、身近な自然をテーマにした個人プロジェクト「マイマイ計画」を始動。
「マイマイ計画」とは、福岡県糸島市の住宅地の一角に開放されたアトリエ（2015年現在）を拠点として展開される、多元的な遊びプロジェクト。近隣の子どもたちが集まってくることによって独特のコミュニケーションの場を形成しているアトリエ「こうもりあそびば」を中心に、そこでの活動の写真や記録、制作物の発表、諸公共施設でのワークショップの開催、そのための材料やアイディア開発、また自身の各種創作活動など多数の試みがある。

## 家族・親族
既婚者で息子がいる。
父の野島昭生、兄の野島裕史（長兄）、野島健児（次兄）はいずれも声優、甥（健児の長男）の野島透也は俳優として活動している。母はナチュラリスト。
父・昭生によると3人目は女の子が欲しかったという。
幼少期は皆から可愛がられており、次兄・健児とも仲が良かったという。
兄弟3人でコンピュータ雑誌『MSX・FAN』において、ペンネーム「F.I.S」で常連として投稿していたことがある。
長兄・裕史は就職していた仕事があるため、九州に残ったが、父・昭生は何か思うところがあり、「農業からもう一度、本腰を入れて役者の仕事をやりたい」と、次兄・健児と大学受験を目指していた智司を連れて一緒に上京したという。

## 著書

### 単著
- 『ヒトの見ている世界 蝶の見ている世界』青春出版社、2012年2月 ISBN 4413043480
- 『カタツムリの謎：日本になんと800種！ コンクリートをかじって栄養補給！？』誠文堂新光社、2015年6月 ISBN　4416115288
- 『マイマイ計画ブック　かたつむり生活入門』ele-king books（Pヴァイン）、2015年7月 ISBN 4907276354